# Az Amerikai Egyesült Államok szövetségi ünnepei

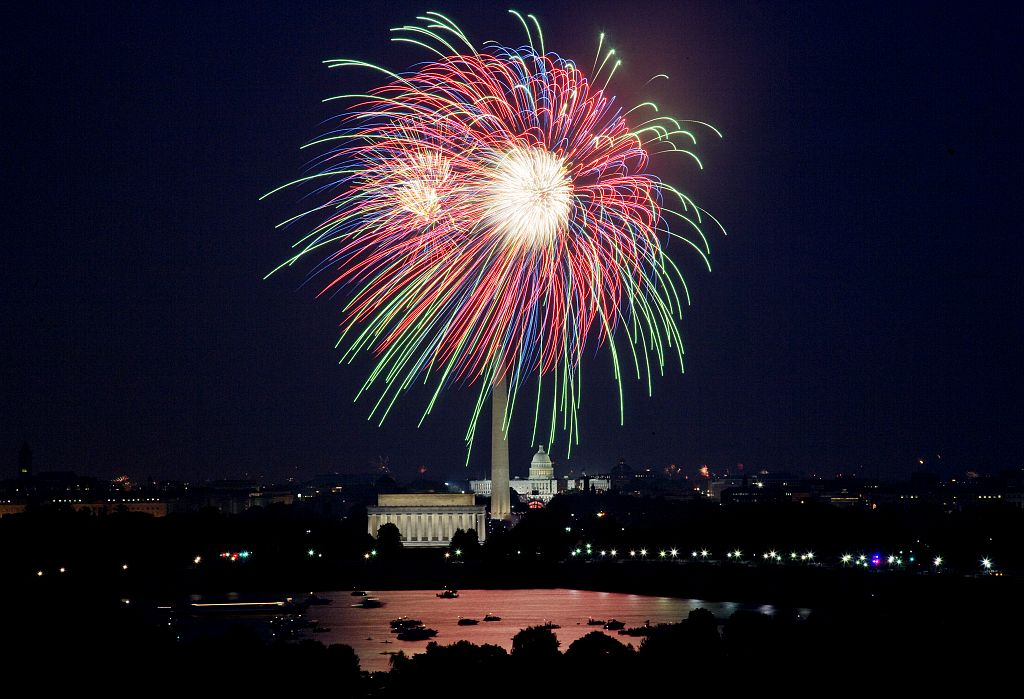
Függetlenség napi ünneplések az ország fővárosában

Az Amerikai Egyesült Államok szövetségi kormánya tizenegy ünnepet nyilvánított szövetségi ünnepnek. A nem kulcsfontosságú kormányszervezetek ezeket a napokat szabadságként kiadják alkalmazottaiknak.
Eredetileg, 1870-ben, csak négy szövetségi ünnep létezett az országban, újév, a függetlenség napja, karácsony és hálaadás. Ezeket követte 1879-ben George Washington születésnapja, majd 1888-ban és 1894-ben az emlékezet napja, illetve a munka napja. 1938-ban lett a fegyverszünet napja ünnep, az első világháború befejezte után húsz évvel, majd később a második világháborúban és a koreai háborúban részt vevő katonák tiszteletére megkapta a veteránok napja nevet.
Egy 1968-as törvényjavaslat több ünnepet is hétfőre mozgatott, hosszabb hétvégét adva a szövetségi dolgozóknak. Ez a törvény hozta létre Kolumbusz-napot, mint a hetedik szövetségi ünnep. 1983-ban Ronald Reagan aláírta a javaslatot Martin Luther King Jr. születésnapja ünneplésére, de az csak három évvel később lett először ünnepelve, akkor se minden államban, sokan ellenálltak, egészen 2000-ig. 2021 júniusában Joe Biden hivatalosan is szövetségi ünneppé tette a Juneteenth Nemzeti Függetlenség Napot, ünnepelve a rabszolgák felszabadítását az országban.
A Kolumbusz-napot többször is megkérdőjelezték, tekintve, hogy milyen negatív hatással voltak az európai telepesek a kontinens eredeti lakosaira. Az ötven államból tizenhat nem is ismeri el és inkább a bennszülött amerikaiakat ünnepli. Egyes vélemények szerint karácsony szövetségi ünneppé nyilvánítása alkotmányellenes volt kötöttsége miatt a kereszténységhez, de ezt 1999-ben a Legfelsőbb Bíróság elutasította.

## Ünnepek listája
| Dátum                                | Hivatalos megnevezés                 | Szövetségi elismerés                                                        | Részletek |
| ------------------------------------ | ------------------------------------ | --------------------------------------------------------------------------- | --- |
| január 1.                            | Újév napja                           | 1870. június 28.                                                            | Az új év első napja a Gergely-naptár szerint. Gyakoriak a tűzijátékok és különböző ünneplések. Hagyományosan a karácsonyi időszak végét jelenti. |
| január 15–21. (harmadik hétfő)       | Martin Luther King Jr. születésnapja | 1983. november 2.                                                           | Megemlékezik Martin Luther King polgárjogi harcosról, aki 1929. január 15-én született. Egyes önkormányzatok nagyobb ünnepségeket is rendeznek, de hagyományosan önkénteskedéssel emlékeznek meg az aktivistáról a polgárok. Január harmadik hétfőjén ünneplik, hogy háromnapos hétvégét jelentsen és gyakran más ünnepekkel együtt emlékeznek meg.                                                                                             |
| február 15–21. (harmadik hétfő)      | Washington születésnapja             | 1879                                                                        | Az elnökök napja George Washington alapító atyáról és az ország első elnökéről emlékszik meg, aki 1732. február 22-én született. 1968 óta ünneplik a hónap harmadik hétfőjén február 22. helyett, így az ünnepség igazából soha nem esik az elnök születésnapjára. Ennek következtében és, mivel Abraham Lincoln születésnapja február 12-én van, terjedt el az elnökök napja megnevezés az ünnepségre. A hivatalos név soha nem változott meg. |
| május 25–31. (utolsó hétfő)          | Emlékezet napja                      | 1968                                                                        | Megemlékezik az Egyesült Államok háborúban elesett katonáiról. Sok önkormányzat nagy ünnepségeket rendez és nem hivatalosan a nyári időszak kezdete az országban. Május utolsó hétfőjén kerül megrendezésre. |
| június 19.                           | Juneteenth Nemzeti Függetlenség Nap  | 2021. június 17.                                                            | Megemlékezik a rabszolgák felszabadításáról, amit 1865-ben jelentettek be az országban, Galvestonban. A megszokott ünnepi események közé tartoznak a Felszabadítási nyilatkozat felolvasása, hagyományos dalok éneklése, rodeók, utcai vásárok, családi összejövetelek, barbecue és történelmi újrajátszások. |
| július 4.                            | Függetlenség napja                   | 1870 (fizetés nélküli ünnep szövetségi dolgozóknak) 1938 (szövetségi ünnep) | A Függetlenségi nyilatkozat jóváhagyásának ünneplése. Nap közben gyakorik a felvonulások, piknikek és esténként a tűzijátékok. A megelőző napon a tőzsde három órával idő előtt zár. |
| szeptember 1–7. (első hétfő)         | Munka napja                          | 1894                                                                        | Megemlékezik az amerikai munkásmozgalomról, az amerikaiak többsége a nyár végeként ünnepli. A munkaadók nagyjából 40%-a nem adja ki szabadságként a napot. Szeptember első hétfőjén ünneplik. |
| október 8–14. (második hétfő)        | Kolumbusz-nap                        | 1968                                                                        | Kolumbusz Kristóf emlékére tartott ünnepnap, akinek 1492–1504-es amerikai felfedezései az európai bevándorlás kezdetét jelentette a kontinensekre. Egyes területeken az indiánokat ünneplik Kolumbusz helyett, míg máshol az olasz kultúra ünnepnapja. Október második hétfőjén ünneplik, tizenhat állam nem ismeri el az indiánokat ért erőszak miatt.                                                                                         |
| november 11.                         | Veteránok napja                      | 1938                                                                        | Az Egyesült Államok hadserege veteránjairól megemlékező nap. November 11-én ünneplik, mivel eredetileg a fegyverszünet napjaként volt ismert, az első világháború végéről megemlékezve. A második világháború után nevezték át napjainkig is használt nevére, hogy általános megemlékezés legyen a katonákról. |
| november 22–28. (negyedik csütörtök) | Hálaadás                             | 1941                                                                        | Hagyományosan az őszi aratás ünnepe, általában az ünnepi vacsora fontos része a pulyka. Sok nagy ünnepséget és felvonulást szerveznek országszerte, illetve amerikai futball mérkőzéseket is rendeznek. November negyedik csütörtökén ünneplik. |
| december 25.                         | Karácsony napja                      | 1870                                                                        | Jézus, a kereszténység központi alakja születésének ünnepe. Az országban gyakran ünneplik nem keresztény polgárok is, az előző nap három órával idő előtt zár a tőzsde. Ha december 25. csütörtökre, péntekre, szombatra, vasárnapra vagy hétfőre esik, egyes elnökök karácsony estét vagy december 26-át is ünnepnek nyilvánították az adott évben, hogy hosszabb hétvégéje legyen a szövetségi munkásoknak.                                   |

## Javasolt ünnepek
| Dátum                                                | Hivatalos név                    | Részletek |
| ---------------------------------------------------- | -------------------------------- | --- |
| február 15–21. (harmadik hétfő)                      | Susan B. Anthony-nap             | Az ünnepet 2011. február 11-én javasolta Carolyn Maloney képviselő, az H.R. 655 részeként. Egy napon lett volna Washington születésnapjával.             |
| március 10.                                          | Harriet Tubman-nap               | Az ünnepet 2022 márciusában javasolta Brendan Boyle képviselő, az H.R. 7013 részeként.                                                                   |
| március 25–31. (utolsó hétfő)                        | Cesar Chavez-nap                 | Az ünnepet Joe Baca képviselő javasolta, az H.R. 76 részeként, Barack Obama támogatásával.                                                               |
| május 15–21. (harmadik hétfő)                        | Malcolm X-nap                    | Az ünnepet 1993-ban és 1994-ben javasolta Charles Rangel képviselő, az H.R. 323 részeként.                                                               |
| június 14.                                           | Zászlónap                        | Többször is javasolva lett, végül Harry Truman emléknappá nyilvánította.                                                                                 |
| szeptember 11.                                       | szeptember 11. emléknap          | Az ünnepet 2021 szeptemberében javasolta Lee Zeldin képviselő az H.R. 5303 részeként és Marsha Blackburn szenátor az S. 2735 részeként.                  |
| szeptember 15–21. (harmadik hétfő)                   | Bennszülött amerikaiak napja     | Az ünnepet többször is javasolták a kongresszusban, de egyszer se volt sikerült. Napjainkban helyette egy hét emlékezik meg a bennszülött amerikaiakról. |
| november 2–8. (az első hétfő utáni kedd novemberben) | Választás napja / Demokrácia-nap | Több mozgalom is javasolta a választási napok ünneppé tételét, azzal a céllal, hogy minél többen menjenek el szavazni.                                   |
| december 1.                                          | Rosa Parks-nap                   | 2021. szeptember 3-án az H.R. 5111 részeként javasolva.                                                                                                  |